# Masskjutningen i Nova Scotia 2020
Masskjutningen i Nova Scotia 2020 ägde rum i provinsen Nova Scotia i Kanada mellan den 18 och 19 april 2020. En man identifierad som den 51-årige tandteknikern Gabriel Wortman dödade 22 personer, bland dem en polis, och skadade tre andra innan han sköts till döds av polisen efter en biljakt.
De första skotten avlossades i den lilla kustbyn Portapique i den norra delen av Nova Scotia vid 22-tiden lokal tid den 18 april av en man som uppgav sig vara polis, iförd delar av en polisuniform. Mannen körde en falsk polisbil, men bytte senare fordon till en silverfärgad stadsjeep, och sköt människor på olika platser, både inomhus och utomhus och i fordon, i ett område kring Cobequid-viken och längs huvudvägen 102 mot provinshuvudstaden Halifax. De sista skotten föll i en skottväxling mellan polisen och gärningsmannen på en bensinstation i Enfield 90 kilometer söder om Portapique och resulterade i gärningsmannens död.
Attacken är den dödligaste i Kanadas historia. Dessförinnan var massakern vid École Polytechnique 1989 den attack i Kanada som haft flest dödsoffer.